# Vilholi
Vilholi es una ciudad censal situada en el distrito de Nashik en el estado de Maharashtra (India). Su población es de 6798 habitantes (2011). Se encuentra a 13 km de Nashik.

## Demografía
Según el censo de 2011 la población de Vilholi era de 6798 habitantes, de los cuales 3558 eran hombres y 3240 eran mujeres. Vilholi tiene una tasa media de alfabetización del 77,26%, inferior a la media estatal del 82,34%: la alfabetización masculina es del 85,52%, y la alfabetización femenina del 68,13%.